# Cistanche tubulosa
Cistanche tubulosa là loài thực vật có hoa thuộc họ Cỏ chổi. Loài này được (Schenk) Wight mô tả khoa học đầu tiên năm 1848.
Nó còn có tên là "Lục bình sa mạc", là loài cây sống dạng ký sinh lên rễ cây chủ (mọc trên rễ cây bụi sa mạc). Nó là một loài quý hiếm và đang bị đe dọa. Hầu hết các cây chủ được ưa thích cho loài cây ký sinh này là Salvadora persica. Sa mạc lục bình không thể tổng hợp chất diệp lục trực tiếp và do đó nó không có màu xanh lục. Nó là một loại thực vật hàng năm phân bố rộng rãi, ra hoa một cành hình kim tự tháp, trên đó dày đặc của những bông hoa màu vàng rực rỡ đứng đầu bởi những nụ màu nâu đỏ. Các hạt nhỏ bé của nó có thể không hoạt động trong nhiều năm cho đến khi rễ của cây chủ của nó đủ gần để kích hoạt sự nảy mầm. Loài này có thể chịu được môi trường nước mặn và được tìm thấy nhiều nhất ở các vùng khô cằn của Rajasthan, Punjab và Pakistan.
Ở Đài Loan, lục bình sa mạc thường được sử dụng như một loại thuốc bổ cho thận bệnh liệt dương, cảm giác lạnh ở thắt lưng và đầu gối, vô sinh nữ và táo bón do khô ruột ở tuổi già.

## Hình ảnh

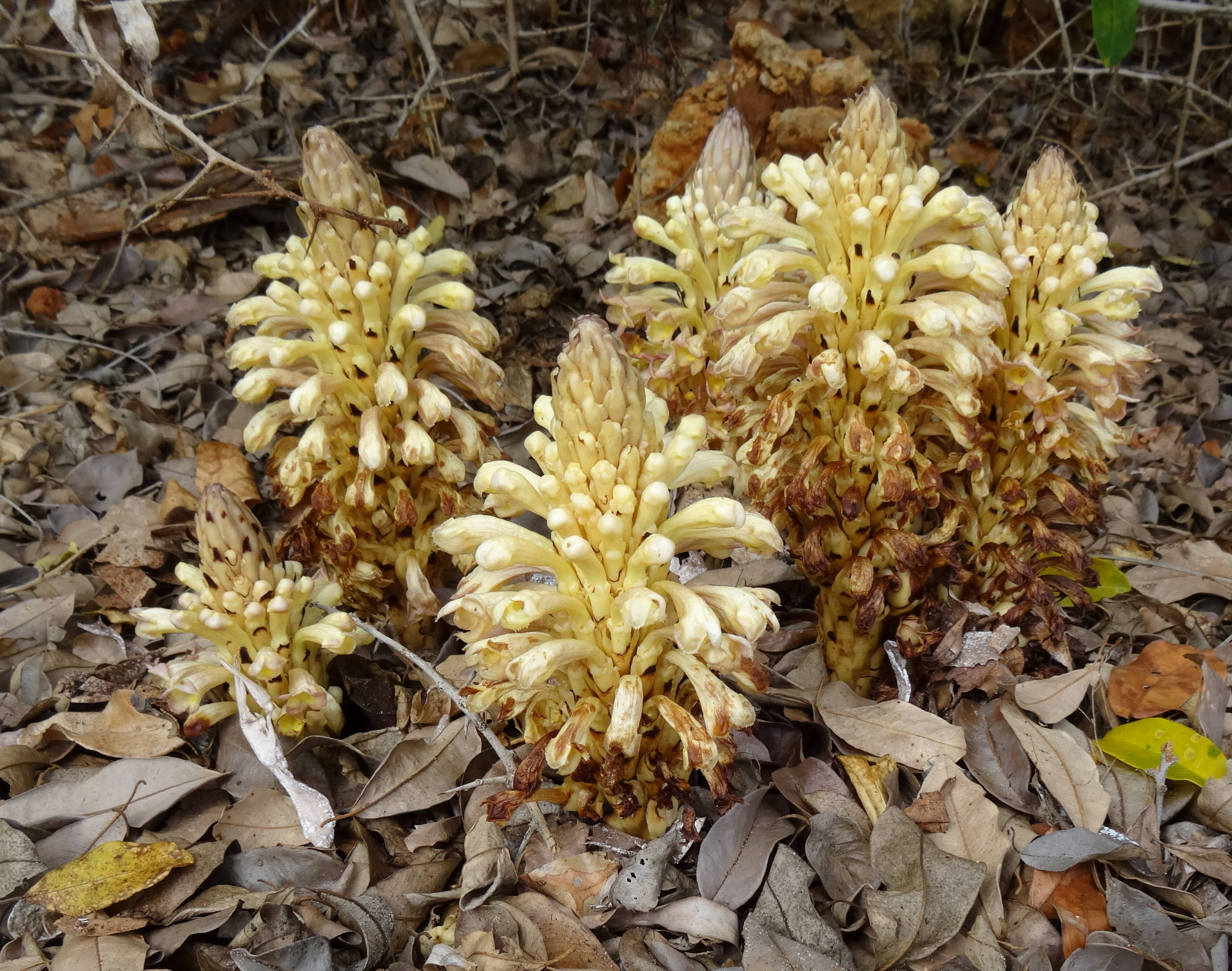
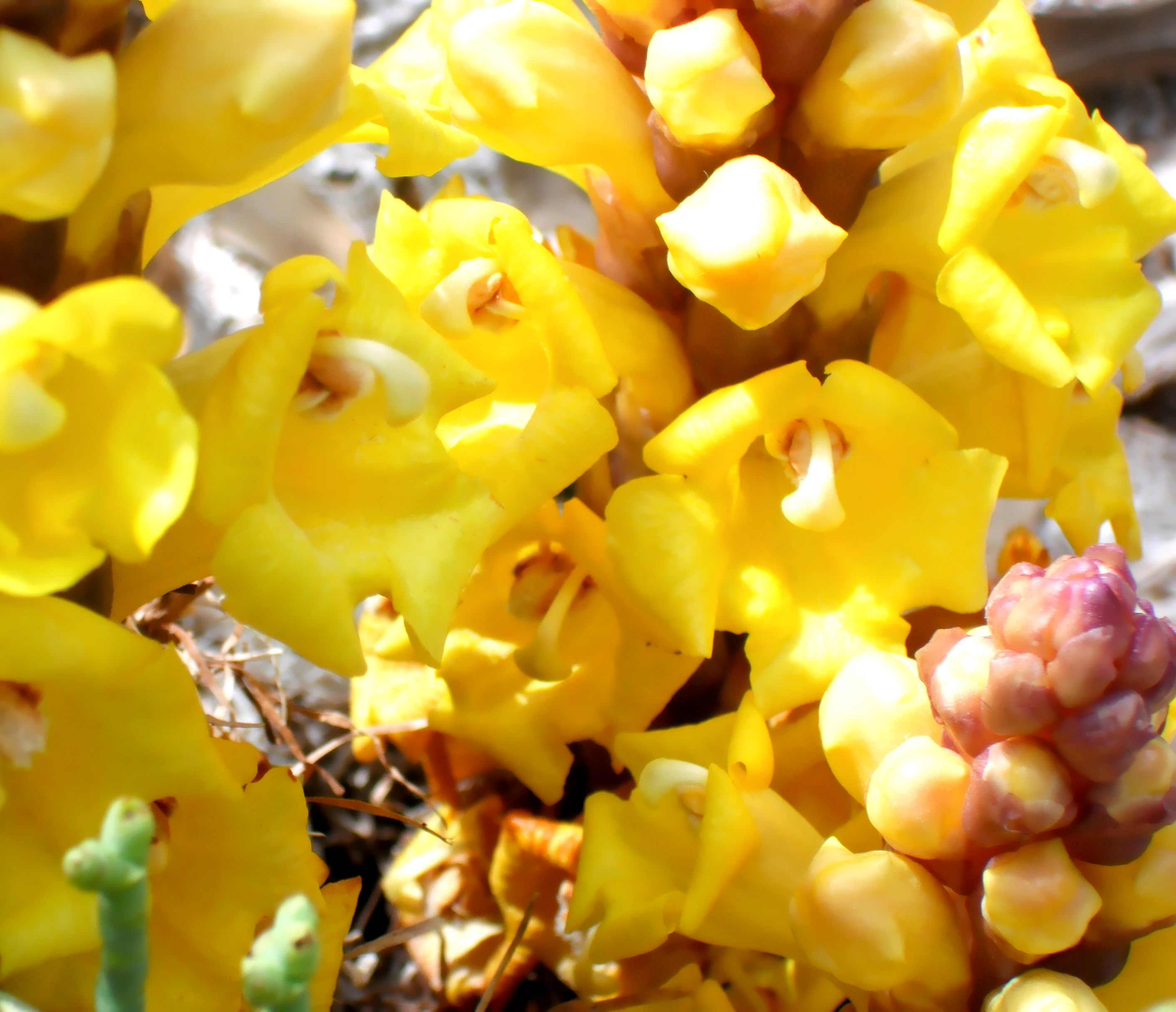
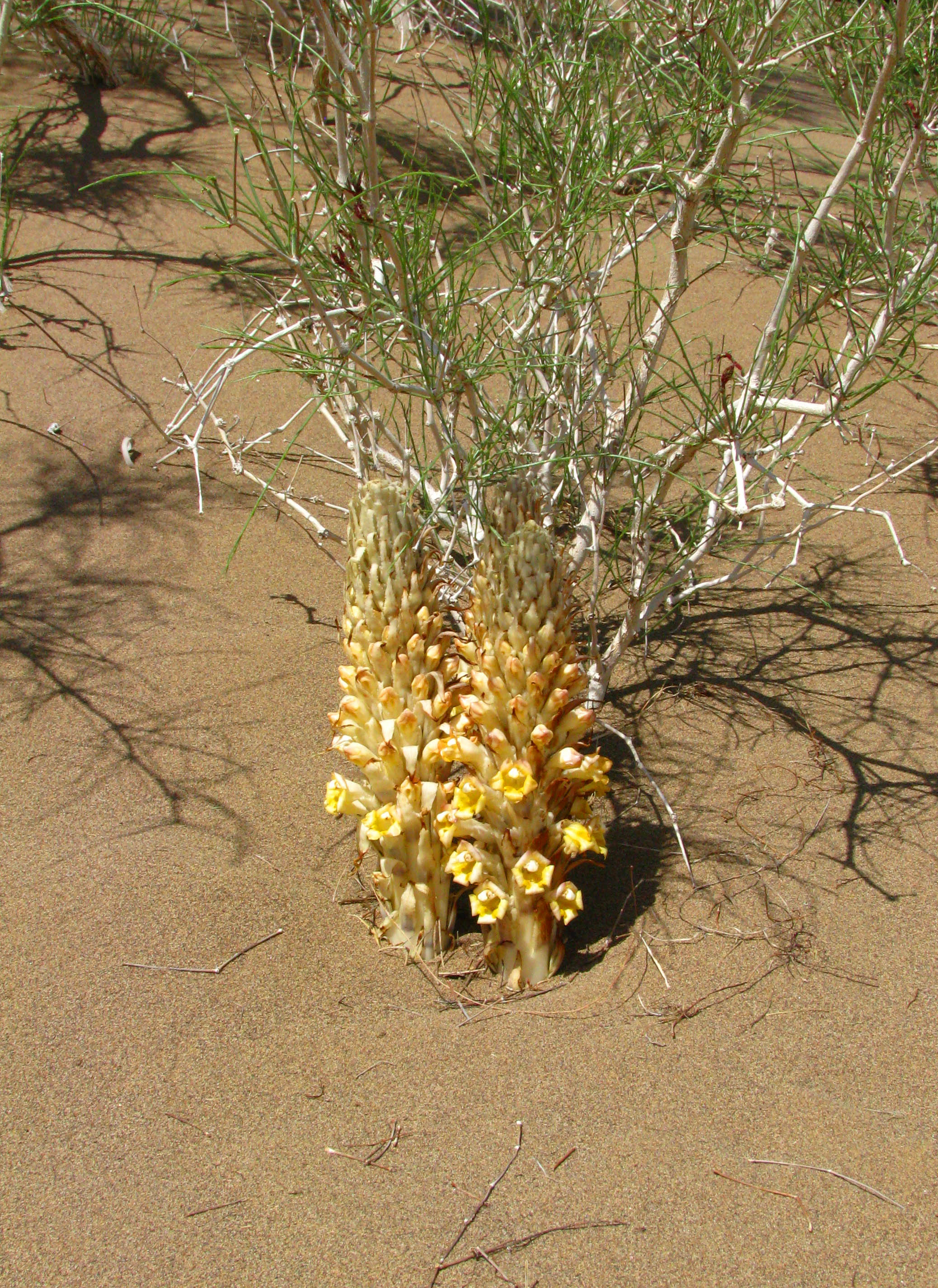